# MC Eiht
Aaron Tyler (Compton, 22 mei 1967), beter bekend als MC Eiht, is een Amerikaans rapper. Hij is lid van de groep Compton's Most Wanted en representatief voor het genre gangstarap- en West Coast-hiphop. Hij is ook wel bekend als Tony Smallz. In de film Menace II Society, speelde hij het karakter A-Wax.

## Biografie
MC Eiht begon zijn carrière als onderdeel van de groep Compton's Most Wanted, in wiens aanleiding tot nationale faam, hij een beslissende rol speelde. In 1993 begon hij zijn solocarrière met de producent van de groep, DJ Slip, met de single "Streiht Up Menace", dat werd uitgebracht op de soundtrack van de film Menace II Society. MC Eiht werd in de film ook gezien als een acteur. Als gevolg van het succes van deze single, werd hij door Epic Records onder contract genomen. Daar heeft hij zijn debuutalbum uitgebracht, We Come Strapped, getiteld onder MC Eiht Featuring CMW, maar buiten DJ Slip is er geen werk van de leden van de groep betrokken. Het album bereikte nummer 5 op de Billboard 200. Echter, de twee volgende albums, Death Threatz en Last Man Standing, konden dit succes niet herhalen, waardoor Epic Records van hem scheidde. Maar het duurde niet lang totdat hij ondertekend werd bij Mack 10's afdruk van Priority Records, het Hoo-Bangin' Records label, wat leidde tot een nieuw contract.
MC Eiht bracht vanaf 1999 meerdere albums uit en wijdde zich weer in de film Thicker Than Water, samen met Ice Cube en Mack 10. Ook verschafte hij de stem van het karakter Ryder in het computerspel Grand Theft Auto: San Andreas. In 2006 verschenen Eiht en de groep The Warzone op de single "Candy (Drippin' Like Water)" van Snoop Dogg op zijn album Tha Blue Carpet Treatment. MC Eiht verscheen ook met Young Maylay in Blaq Poet zijn nieuwe single Ain't Nuttin' Changed (Remix). In juni 2011 bracht MC Eiht zijn single "Fine By Me" uit, vergezeld van een videoclip geregisseerd door Hugo V. onder zijn nieuwe label Year Round Records. In oktober 2012 maakte MC Eiht een gastoptreden in het nummer "m.A.A.d. city" door Kendrick Lamar van zijn debuutalbum Good Kid, M.A.A.D City.
Het nummer "Streiht Up Menace" werd als soundtrack gebruikt op radiostation West Coast Classics in het spel GTA 5. In 2021 werkt hij samen met DJ Cam op het nummer Music To Drive By.

## Discografie

### Albums
- 1994: We Come Strapped (met Compton's Most Wanted)
- 1996: Death Threatz (met CMW)
- 1997: Last Man Standing
- 1999: Section 8
- 2000: N' My Neighborhood
- 2001: Tha8t'z Gangsta
- 2002: Underground Hero
- 2003: Hood Arrest
- 2004: Smoke In Tha City
- 2004: The Pioneers (met Spice 1)
- 2005: Veterans Day
- 2006: Affiliated
- 2006: Compton′s OG (met CMW)
- 2006: Keep It Gangsta (met Spice 1)
- 2006: The New Season (met Brotha Lynch Hung)
- 2007: Representin′

### Singles
- 1993: Streiht Up Menace
- 1994: Geez Make The Hood Go Round
- 1996: Thuggin′ It Up
- 1999: Automatic

- Gemeinsame Normdatei: 135069769
- International Standard Name Identifier: 0000 0000 5553 4596
- Library of Congress Control Number: no95028288
- MusicBrainz: 103555b8-ae47-4e99-8fc3-e31bdfd7854e
- Virtual International Authority File: 61128794
- WorldCat: E39PBJj4v3BBM8kMKy3fQtJMT3